# Daphne Koller
Daphne Koller (hebreiska: דפנה קולר), född 27 augusti 1968 i Jerusalem, är en israelisk-amerikansk datorforskare som arbetar med artificiell intelligens (AI) inom biomedicin.

## Biografi
Koller avlade examen vid Hebreiska universitetet i Jerusalem och doktorerade vid Stanford University i USA där hon senare blev professor i datavetenskap.
Hon undervisade i bland annat AI och 2011 hade institutionen 160 000 deltagare från 190 länder som undervisades via Massive open online courses (MOOC).
År 2012 grundade Koller och kollegan Andrew Ng en dataplattform, Coursera, som erbjuder gratis distansundervisning och föreläsningar till elever i hela världen. Hon har också grundat bioteknikföretaget Insitro, som utvecklar läkemedel med hjälp av maskininlärning, och arbetat med stora datamängder på Calico.
År 2013 utsågs Koller till en av världens 100 mest inflytelserika personer av tidskriften Time och år 2020 är hon inbjuden som en av talarna under Nobelveckan.